# Atentados de Kampala de 2010
Los atentados de Kampala de 2010 fue una serie de explosiones coincidiendo en la final de la copa mundial del fútbol perpetrado en Kampala Uganda, en dos lugares diferentes. La primera explosión golpeó un restaurante en la zona de Kabalagala, frecuentados por expatriados y hechas quince víctimas el 12 de julio de 2010, a continuación, se produjo dos explosiones casi simultáneamente en Kyadondo club de rugby en Nakawa, donde Nueva Visión fue el plan de juego del estado diario, y hace al menos cuarenta y nueve víctimas. Una tercera chaleco suicida se encontró en un club nocturno.

## Ataques
De acuerdo con un oficial de policía de Uganda, la primera evaluación sería sesenta y cuatro muertos y sesenta y cinco Equilibrio heridos aumentó a 74 murió el 12 de julio. El inspector general Kayihura dijo sospechas se centraron en el grupo islamista Al-Shabaab, basados en Somalia, donde Uganda envió tropas bajo la Misión de la Unión Africana en Somalia (AMISOM) para apoyar el gobierno federal de transición bajo el guerra civil somalí. Al-Shabaab, después de la UIC, había llamado a sus partidarios a golpear Uganda y Burundi, y reclamó estos.
 Esta es la primera ataques en el extranjero este grupo de Uganda cree que los ataques fueron llevados a cabo por al menos veinte miembros que entraron a través de Kenia hace varios meses. El 16 de julio de 2010, la policía detuvo a nueve somalíes en Uganda, y los acusó de estar implicado en la trama terrorista.
En respuesta a estos ataques, el gobierno de Uganda propone enviar las unidades militares de 5000 hombres que ya están en el marco de la Unión Africana y el cambio reglas de combate para las tropas para poder hacer frente a al-Shabaab.